# 弗朗索瓦·拉法尔格
弗朗索瓦·拉法尔格（法語：François Lafargue, 1970年—），法国高校著名学者。

## 生平
生于1970年。1992年获得地缘政治学与国际外交关系与行政管理双硕士学位，1996年获得巴黎第八大学地缘政治学博士学位，2005年获得巴黎第五大学社会政治学博士。目前为巴黎高等商校（ESG）常任教师，并在巴黎西郊的凡尔赛大学兼职十多年，同时在著名的巴黎中心大学主持“当代地缘政治学”研讨工作。拉法尔格曾多次作为高级学者受众多高校邀请开办讲座，同时多次接受法国、比利时等国家的重要电视、电台訪談。

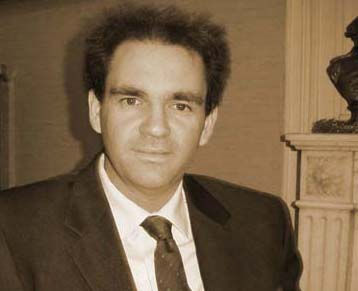
拉法尔格

除了担任在众多高校的教学，研究及顾问工作，拉法尔格还兼任l'Institut SupConcours公务员培训公司的负责人，此培训公司是法国主要公务员培训中心之一。

## 研究与著作
拉法尔格首先在1990年代进行祖鲁族在南非政治谈判中的作用，这项研究的成果使他顺利通过法国地缘政治学名家Yves Lacoste指导的博士论文答辩。之后，拉法尔格先生的研究方向转为中非关系，特别是亚洲在非洲能源开发方面。他曾发表众多有关地缘政治学与国际关系方面的著作与研究文章。其作品主要发表在法国著名报刊之上，如《现代非洲》、《中国展望》、《解放报》与《拉美问题研究》等。另外，拉法尔格先生的著作已多次被翻译成英文、西班牙文、日文与中文，被学术界公认为中非關係研究之著名学者。